# 七瀬ジュリア
七瀬 ジュリア（ななせ じゅりあ、1985年3月7日 - ）は、日本のAV女優。

## 略歴
2008年5月に『世界的高級ブランド店員AVデビュー！ 七瀬ジュリア』でAVデビュー。

## 作品

### アダルトビデオ
2008年
- 世界的高級ブランド店員AVデビュー! 七瀬ジュリア (5月7日、プレミアム)
- PREMIUM STYLISH SOAP 〜プレミアムソープへようこそ!〜 七瀬ジュリア (6月7日、プレミアム)
- 現役高級ブランドショップ店員×プレミアデジタルモザイク 七瀬ジュリア (7月7日、プレミアム)
- ハイパーデジタルモザイクVol.083 七瀬ジュリア (8月1日、MOODYZ)
- プレミア女優の美尻コレクション 2 (8月7日、プレミアム)
- 女教師 レイプ 輪姦 七瀬ジュリア (9月1日、MOODYZ)
- kira☆kiraSPECIAL 淫乱スタイルGALS☆SEXマシーン大乱交 (10月19日、kira☆kira)…共演:水無月レイラ、松嶋れいな、花野真衣
- ドリームウーマンVol.68 七瀬ジュリア(11月13日、MOODYZ)
- 女教師 レイプ 輪姦BEST4時間2(12月1日、MOODYZ)
- プレミアソープ嬢10人 V.I.P6時間スペシャル2(12月7日、プレミアム)
- 真性中出し 七瀬ジュリア(12月13日、MOODYZ）

2009年
- 100連発で中に出す！七瀬ジュリア (4月25日、ダスッ!)
- 超絶ピストン子宮破壊　七瀬ジュリア (5月25日、ダスッ!)